# Siganus luridus
Siganus luridus là một loài cá biển thuộc chi Cá dìa trong họ Cá dìa. Loài cá này được mô tả lần đầu tiên vào năm 1829.

## Từ nguyên
Từ luridus trong danh pháp của loài cá này theo tiếng Latinh có nghĩa là "màu vàng nhạt", ám chỉ màu sắc cơ thể của chúng.

## Phạm vi phân bố và môi trường sống
S. luridus có phạm vi phân bố ở vùng biển Tây Ấn Độ Dương và Đông Địa Trung Hải. Loài cá này xuất hiện ở khắp các vùng biển tiếp giáp với bán đảo Ả Rập; và từ Biển Đỏ, S. luridus có mặt dọc theo vùng bờ biển Đông Phi, bao gồm Madagascar và các đảo quốc lân cận.
Băng qua kênh đào Suez, S. luridus đã du nhập vào Địa Trung Hải và được ghi nhận lần đầu tiên ở ngoài khơi Israel vào năm 1956. Kể từ khi du nhập, S. luridus đã hình thành những quần thể lớn ở Đông Địa Trung Hải, và dần mở rộng phạm vi về phía tây đến tận thành phố Marseille (Pháp) ở bờ bắc và đông bắc Tunisia ở bờ nam; về phía bắc đến biển Adriatic.
S. luridus sống gần các rạn san hô và đá ngầm trên nền đáy cứng (cát đá hoặc vụn san hô) ở độ sâu khoảng 40 m trở lại.

## Mô tả
Chiều dài cơ thể tối đa được ghi nhận ở S. luridus là 30 cm, nhưng thường được quan sát với kích thước phổ biến là 20 cm. Cơ thể của chúng có màu nâu lục hoặc vàng nâu, thường có các đường vân màu trắng; vây ngực màu vàng. Chúng có thể xuất hiện lốm đốm các mảng màu trắng và nâu trên cơ thể nếu gặp nguy hiểm.
S. luridus có thể dựng đứng các vây gai của nó (vây lưng, hậu môn và vây bụng) khi gặp những kẻ săn mồi, và những chiếc gai này đều có độc tính.
Số gai ở vây lưng: 13 - 14; Số tia vây ở vây lưng: 10; Số gai ở vây hậu môn: 7; Số tia vây ở vây hậu môn: 9; Số gai ở vây bụng: 1; Số tia vây ở vây bụng: 5.

## Sinh thái học

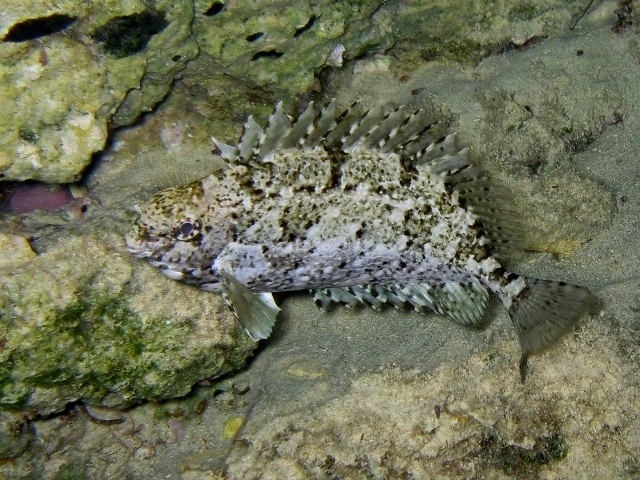
S. luridus với hoa văn lốm đốm nâu và trắng (chụp ngoài khơi Hy Lạp).

Cá trưởng thành sống đơn độc hoặc hợp thành nhóm 3 hoặc 4 cá thể, trong khi cá con hợp thành đàn lớn lên đến vài trăm cá thể. Thức ăn chủ yếu của S. luridus là các loại tảo. Cá bột ăn thực vật phù du và động vật phù du 3 ngày sau khi nở.
Tuy là cá độc nhưng S. luridus vẫn được xem là một loại cá thực phẩm.

### Tác động lên sinh khối tảo

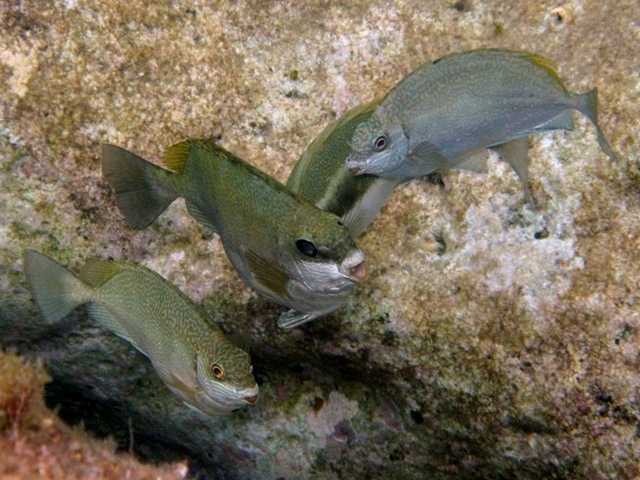
Một nhóm các cá thể S. luridus.

Ở Địa Trung Hải, vùng đáy biển trơ đá với những mảng vỏ của rong san hô thường được gây ra bởi những quần thể nhím biển của Paracentrotus lividus và Arbacia lixula, là những loài chuyên ăn tảo ở vùng biển này. Vào năm 2008, các nhà nghiên cứu nhận thấy, nhiều khu vực rộng lớn ở ven bờ Địa Trung Hải của Thổ Nhĩ Kỳ hầu như không có tảo mọc, nơi mà nhím biển hiếm được tìm thấy.
Các loài tảo đáy lại có khá nhiều ở những địa điểm khác chỉ cách xa nơi khảo sát vài km nên giả thiết nồng độ dinh dưỡng trong nước biển thấp được loại bỏ. Để kiểm tra xem có phải các loài cá ăn rong tảo là nguyên nhân gây ra hiện tượng xói mòn trên, các nhà nghiên cứu đã tiến hành thí nghiệm quan sát các loài cá ở bờ biển Địa Trung Hải của Thổ Nhĩ Kỳ. Kết quả cho thấy, cả hai loài cá dìa S. luridus và Siganus rivulatus chiếm từ 83% đến 95% tổng số các loài cá ăn thực vật được quan sát tại các điểm nghiên cứu. Cả hai loài cá này là nguyên nhân chính cho việc suy giảm sinh khối tảo xuống mức cực thấp ở vùng bờ biển Thổ Nhĩ Kỳ.
Ngoài ra, Sparisoma cretense là loài cá ăn thực vật duy nhất được nhìn thấy tại các địa điểm trên, nhưng chúng chỉ chiếm từ 5% đến 17% tổng số các loài cá ăn thực vật đã được quan sát. Loài cá ăn thực vật bản địa của Địa Trung Hải là Sarpa salpa và nhím biển không được nhìn thấy trong lần khảo sát này.